# Municipio de Branch (Míchigan)
El municipio de Branch (en inglés: Branch Township) es un municipio ubicado en el condado de Mason en el estado estadounidense de Míchigan. En el año 2010 tenía una población de 1328 habitantes y una densidad poblacional de 14,26 personas por km².

## Geografía
El municipio de Branch se encuentra ubicado en las coordenadas 43°56′49″N 86°6′6″O / 43.94694, -86.10167. Según la Oficina del Censo de los Estados Unidos, el municipio tiene una superficie total de 93.15 km², de la cual 91,65 km² corresponden a tierra firme y (1,61 %) 1,5 km² es agua.

## Demografía
Según el censo de 2010, había 1328 personas residiendo en el municipio de Branch. La densidad de población era de 14,26 hab./km². De los 1328 habitantes, el municipio de Branch estaba compuesto por el 96,54 % blancos, el 0,68 % eran afroamericanos, el 0,53 % eran amerindios, el 0,08 % eran asiáticos, el 0,45 % eran de otras razas y el 1,73 % eran de una mezcla de razas. Del total de la población el 2,71 % eran hispanos o latinos de cualquier raza.